# Панамский амазон
Панамский амазон (лат. Amazona ochrocephala panamensis) — птица семейства попугаевых, подвид суринамского амазона.

## Внешний вид
Длина тела 33—36 см, хвоста 14 см. Окраска зелёная с чуть желтоватым оттенком. Передняя часть головы — темя, лоб, щёки и подбородок — жёлтые (у некоторых попугайчиков жёлтым бывает и затылок). На крыле имеется красная полоска, сгиб крыла жёлтый. Вокруг глаз есть белая зона. Радужка коричнево-красная. Клюв цвета слоновой кости с чёрным кончиком на надклювье. Ноги очень светлые, почти белые.

## Распространение
Обитает в центральной и северной части Южной Америки, в Северной Колумбии и Панаме.

## Содержание
Этот попугай хорошо разводится у европейских любителей природы. Приручается он лучше при одиночном содержании и внимательном к нему отношении. Из амазонских это наиболее одарённые попугаи, способные к обучению. Кроме «разговорной речи», они могут воспроизводить и другие звуки.